# Bušovice
Bušovice (en allemand : Buschowitz) est une commune du district de Rokycany, dans la région de Plzeň, en République tchèque. Sa population s'élevait à 611 habitants en 2021.

## Géographie
Bušovice se trouve à 8 km au nord-ouest de Rokycany, à 14 km au nord-est de Plzeň et à 72 km à l'ouest-sud-ouest de Prague.
La commune est limitée par Nadryby, Břasy et Všenice au nord, par Osek à l'est, par Litohlavy et Dýšina au sud, et par Smědčice à l'ouest.

## Histoire
La première mention écrite du village date de 1115.

## Administration
La commune se compose de trois sections :
- Bušovice
- Sedlecko
- Střapole

## Galerie

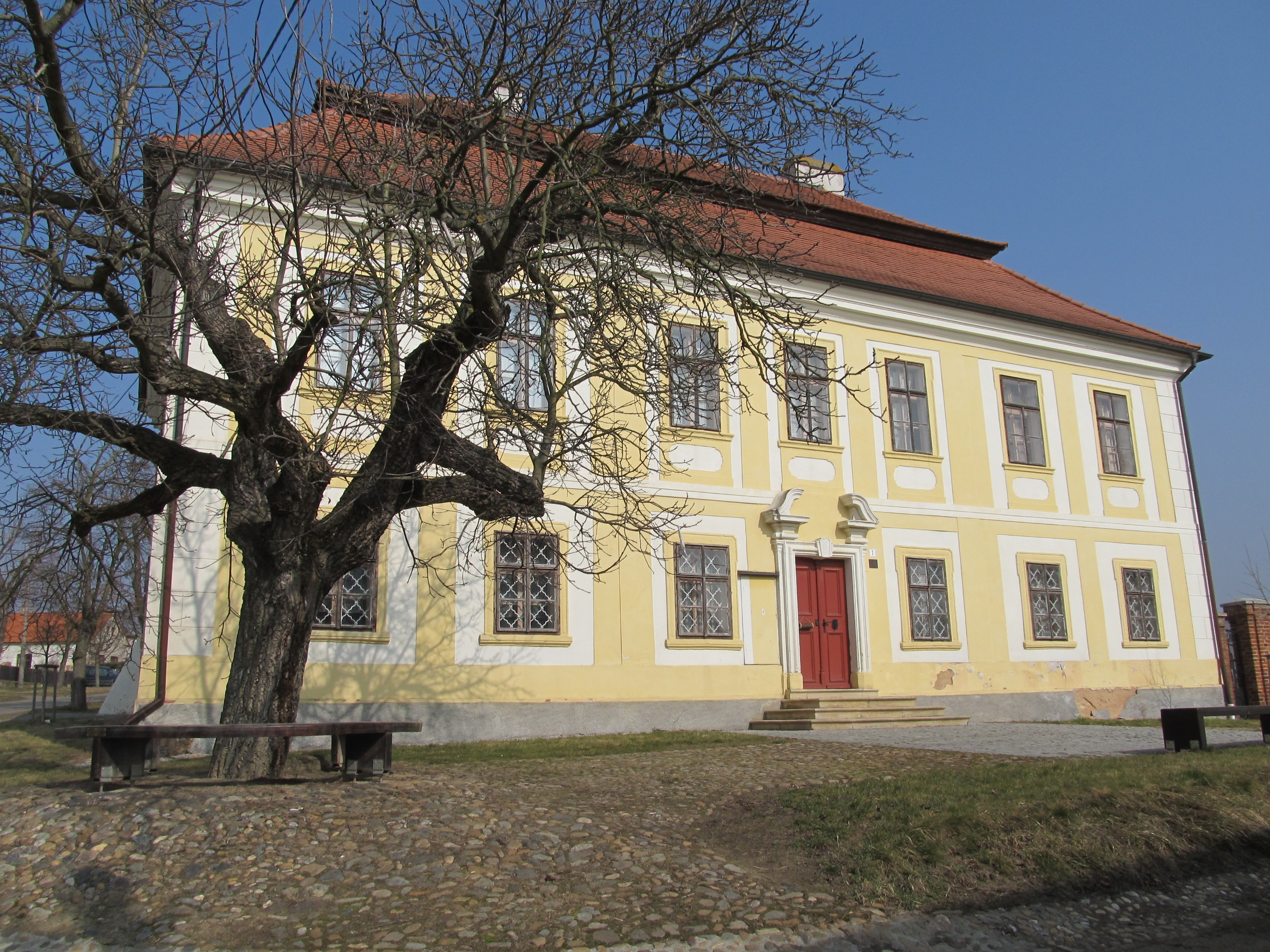
Château de Bušovice.
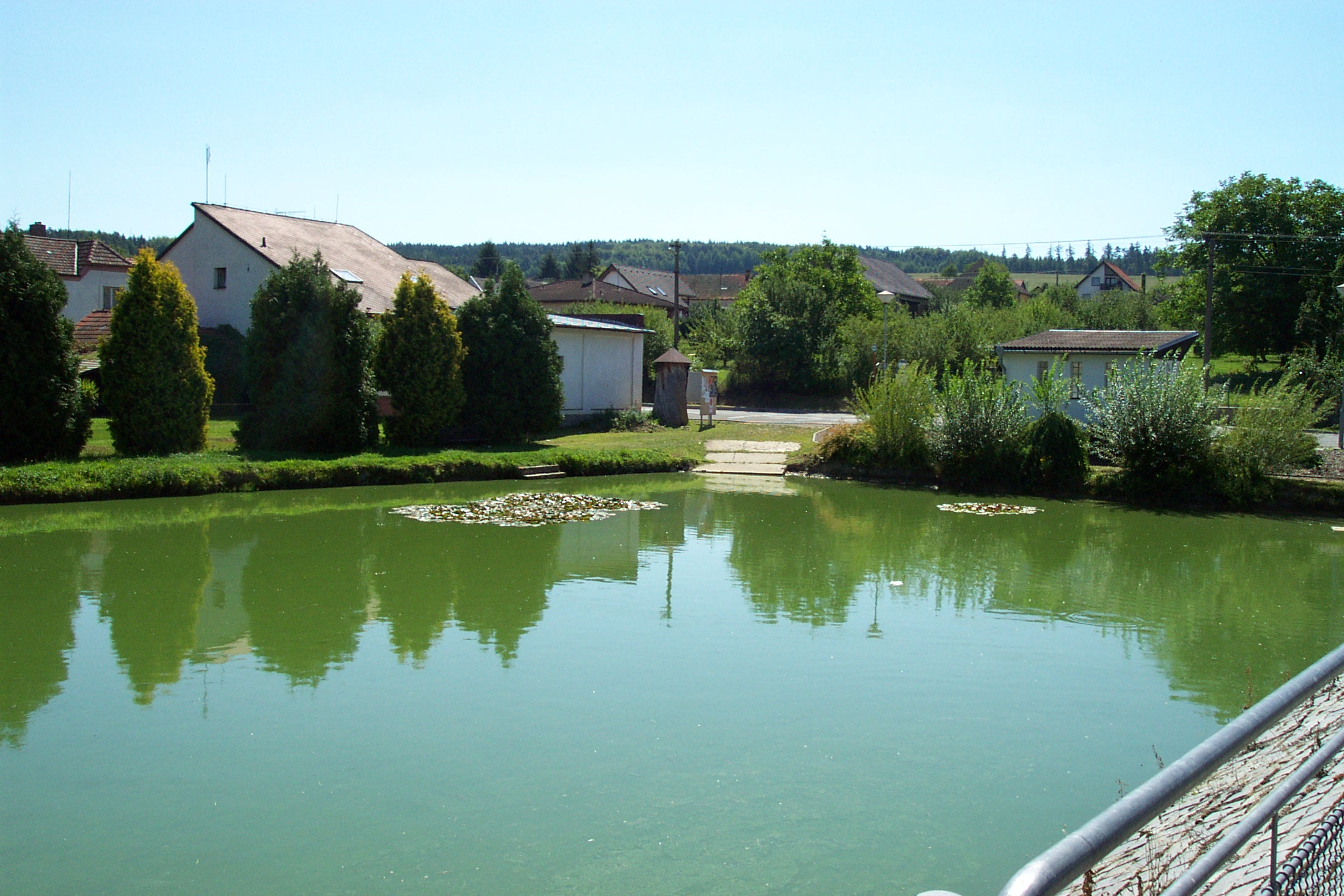
Étang à Bušovice.

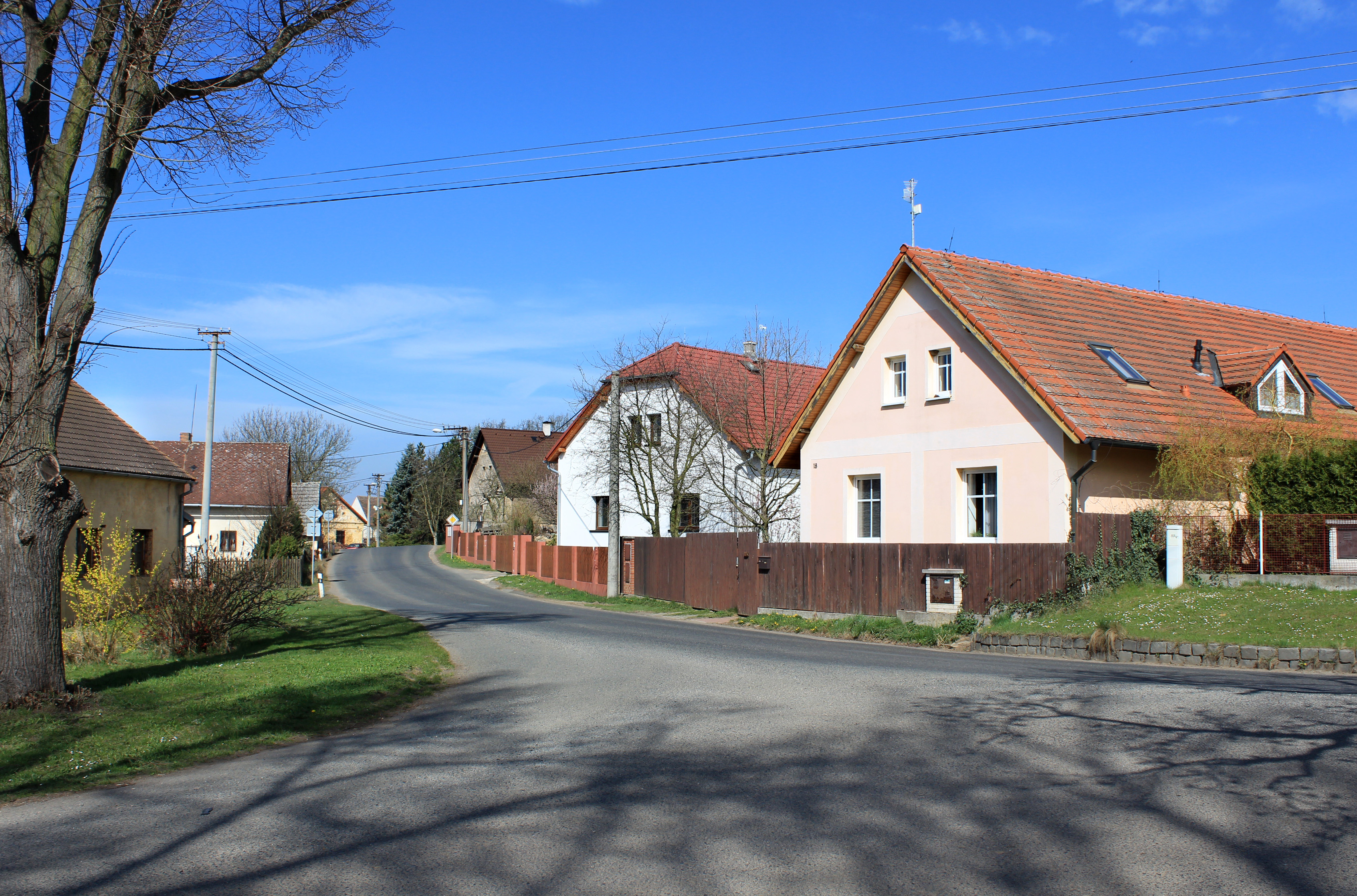
Hameau de Střapole.
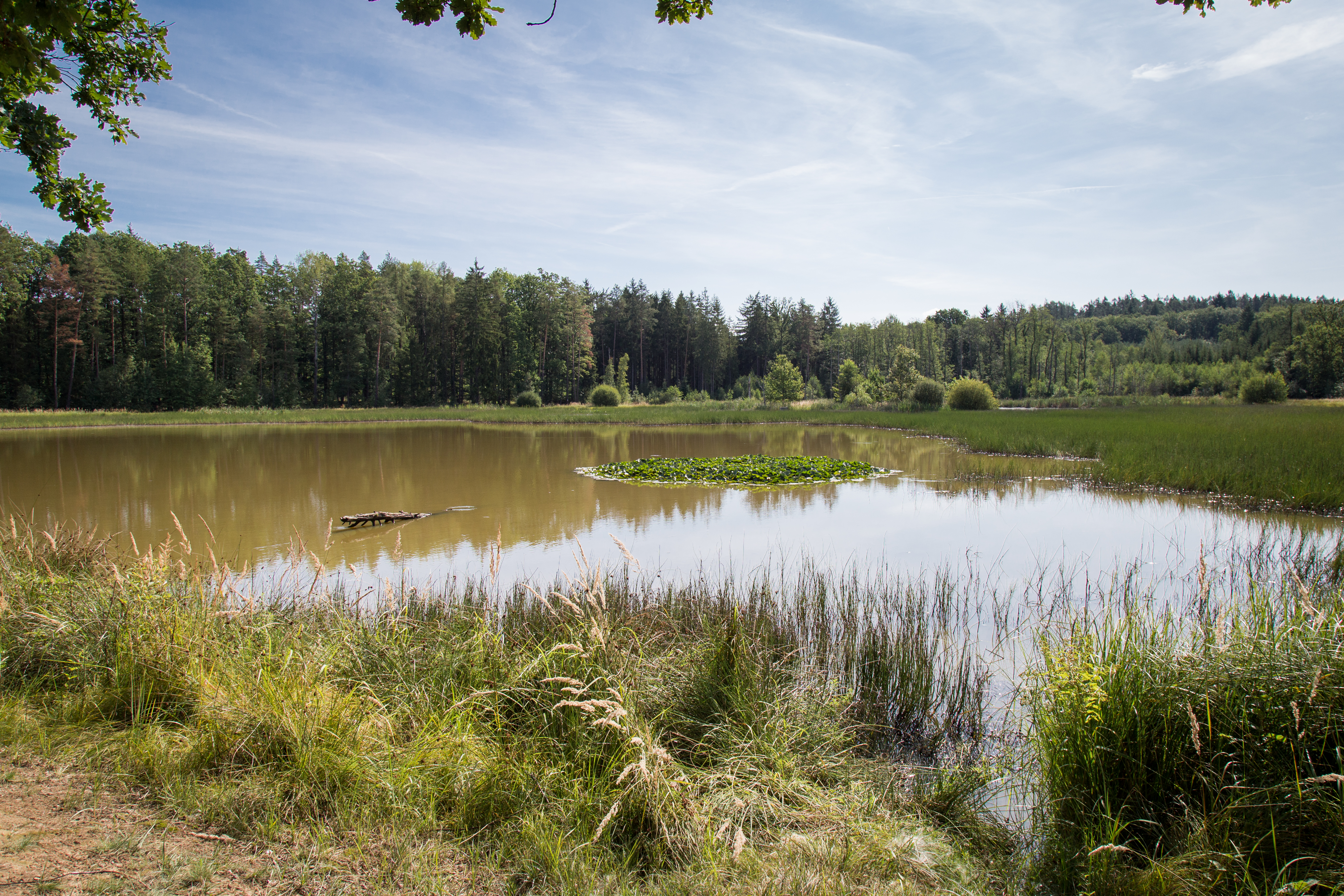
Étang de Dolní Kokotsko.

## Transports
Par la route, Bušovice se trouve à 10 km de Rokycany, à 18 km de Plzeň et à 86 km de Prague.